# Atormus victus
Atormus victus är en stekelart som först beskrevs av Alexander Henry Haliday 1837.  Atormus victus ingår i släktet Atormus och familjen bracksteklar. Arten är reproducerande i Sverige. Inga underarter finns listade.